# Cylindrocladium macrosporum
Cylindrocladium macrosporum är en svampart som beskrevs av Sherb. 1928. Cylindrocladium macrosporum ingår i släktet Cylindrocladium och familjen Nectriaceae.   Inga underarter finns listade i Catalogue of Life.